# Harald Boman
Harald Boman, född 17 augusti 1899 i Göteborg, död där 2 december 1974, var en svensk företagsledare. Boman var verksam inom SKF, bland annat i dess dotterbolag i Latinamerika och Asien. Han var bolagets försäljningschef från 1937, direktör från 1941 och vice verkställande direktör 1961-64.

## Biografi
Efter studentexamen och handelsinstitut anställdes Boman på SKF 1919, det första fredsåret. Han arbetade med ekonomisk redovisning och reste åren 1921-22 runt bland bolagets dotterbolag och agenter i Latinamerika och införde nya principer för redovisning. Han upprättade bolagets första koncernbokslut, avseende 1922. 
Under åren 1923-29 arbetade Boman i SKF:s bolag i Japan och Kina, bland annat med att införa de nya bokföringsprinciperna där. 1930 grundade han SKF:s indiska dotterbolag i Bombay. Fram till 1933 ledde han detta bolag och byggde upp dess verksamhet. 
1937 utsågs Boman till SKF:s försäljningschef och blev direktör 1941. Under andra världskriget ansvarade han bland annat för bolagets leveranser till de olika stridande parterna, som Storbritannien, Sovjetunionen och Tyskland.
Åren 1961-64 var Boman SKF:s vice verkställande direktör. 
Under olika perioder var Boman styrelseledamot i Svenska mässan, SKF och några av dess dotterbolag samt styrelsens ordförande i Jonsereds Fabrikers AB och Ekman & Co..